# Gustav Adolf Müller (konstnär)

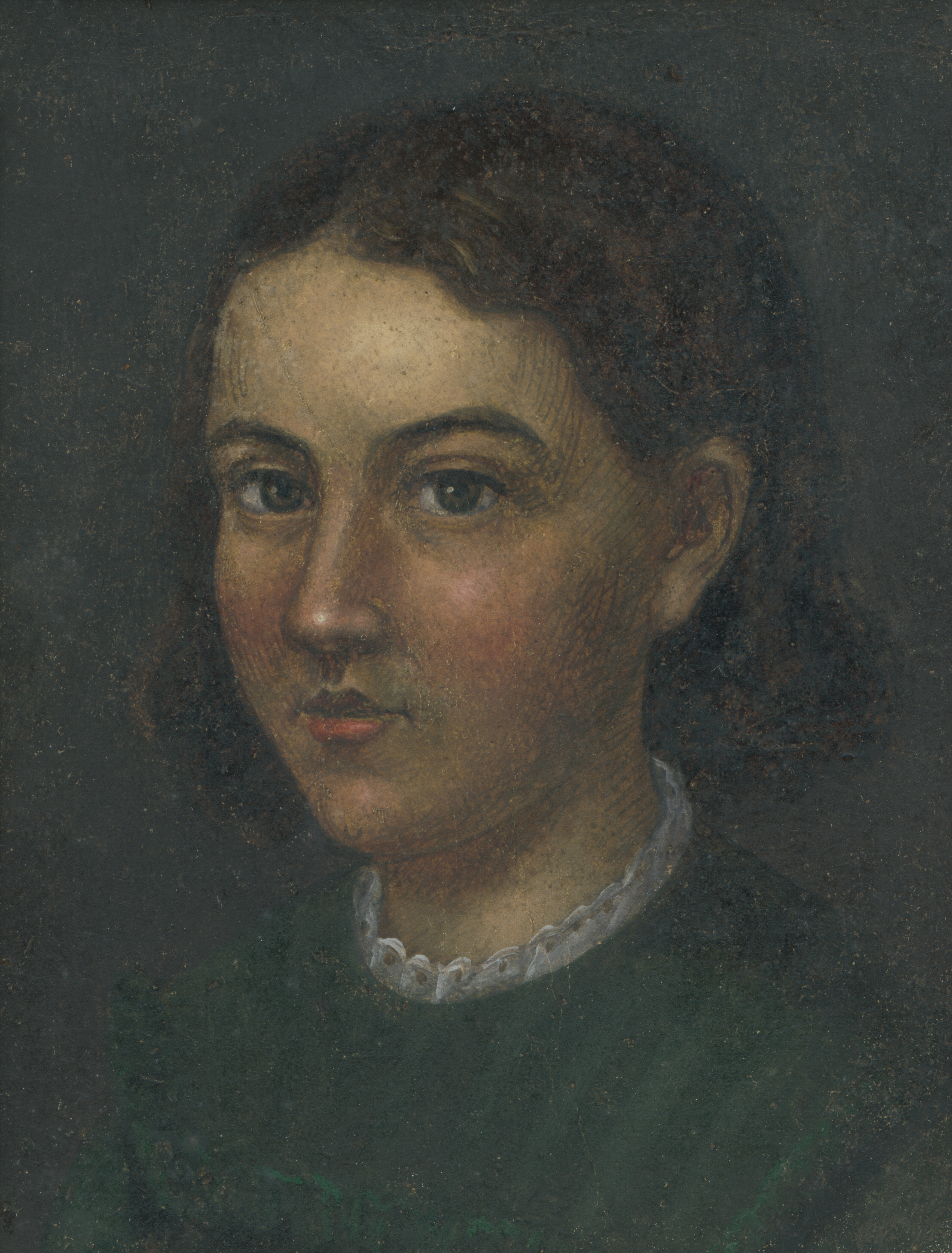
Gustav Adolf Müller, porträtt.

Gustav Adolf Müller, född den 9 augusti 1828 i Hildburghausen, död den 2 juni 1901 i Rom, var en tysk målare. Han var tvillingbror till Eduard Müller.
Müller studerade vid konstakademien i München och därefter vid konstakademien i Antwerpen för Gustave Wappers. År 1850 var Müller elev till Charles Gleyre i Paris. Efter verksamhet i Wien som porträttmålare kallades han 1857 till Portugal som hovmålare, men redan samma år for han till London, där han stannade till 1859. Müller slog sig sedan ned i Rom, där han jämte porträtt målade genrebilder ur romersk mytologi och det samtida folklivet samt jaktstycken. Han var även professor och ledamot av Accademia di San Luca.